# Пампов
Пампов (нім. Pampow) — громада в Німеччині, розташована в землі Мекленбург-Передня Померанія. Входить до складу району Людвігслуст-Пархім. Складова частина об'єднання громад Штралендорф.
Площа — 10,91 км2. Населення становить 3011 ос. (станом на 31 грудня 2020).

## Галерея

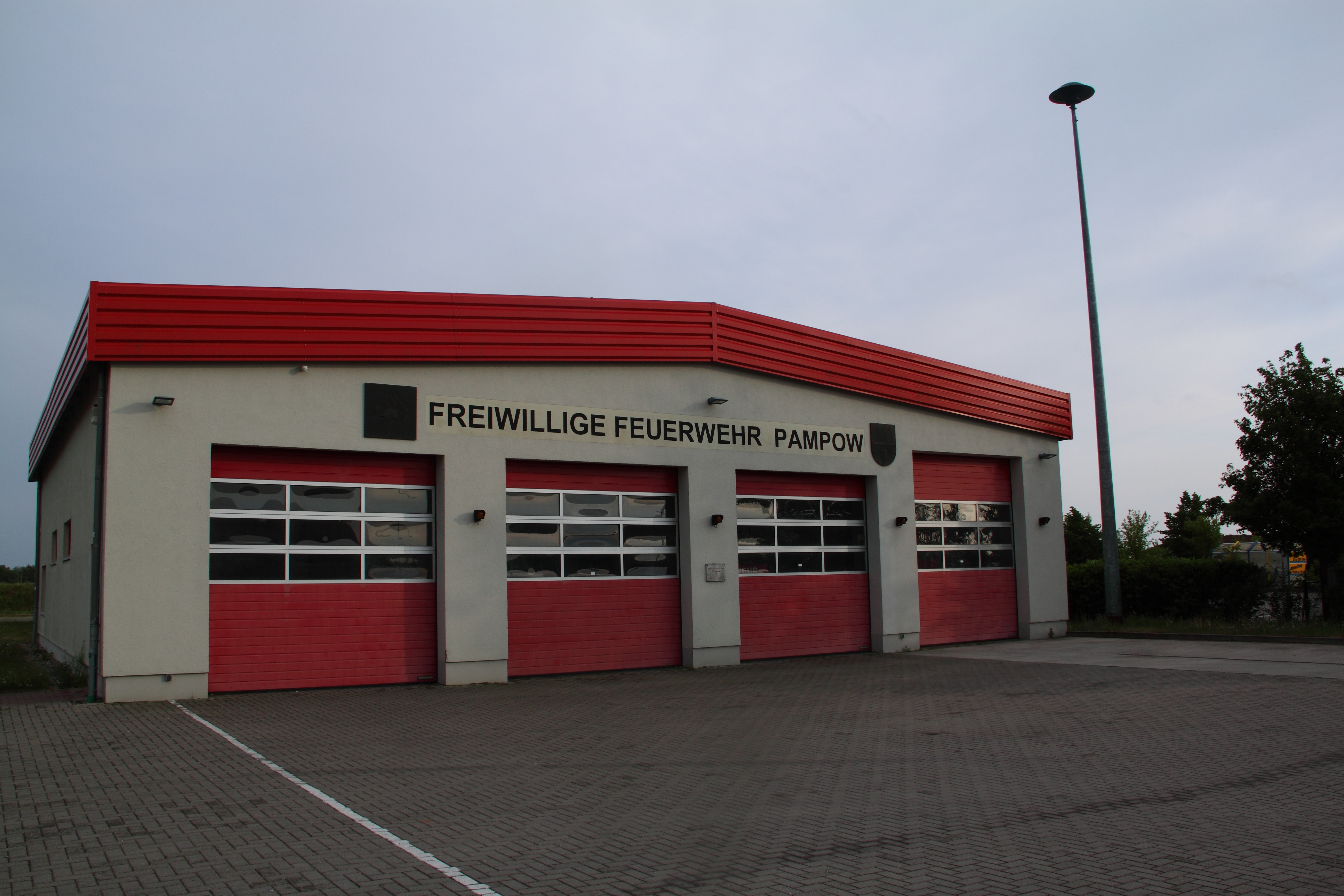